# مايك إدواردز (لاعب كريكت)
مايك إدواردز (1 مارس 1940 في المملكة المتحدة - ) (بالإنجليزية: Mike Edwards)‏ هو لاعب كريكت بريطاني. لعب مع نادي مقاطعة سري للكريكت ‏ ونادي جامعة كامبريدج للكريكيت ‏.